# Spawn
Spawn é um super-herói e anti-herói fictício da quadrinhos, aparecendo em uma revista mensal de HQ do mesmo nome, publicada pela empresa americana Image Comics. Criado por Todd McFarlane, Spawn apareceu pela primeira vez em Spawn #1 (maio de 1992). Também é personagem de uma série animada, um filme e vários jogos eletrônicos.
Em vida, Spawn era Al Simmons, um veterano dos Fuzileiros Navais que se tornou agente da CIA e, após ser morto em uma emboscada tramada por seu chefe, ele vai diretamente para o inferno. Lá, após negociar com o demônio Malebólgia, ele ganha poderes para obter a sua vingança e se tornar um "filho do inferno". Depois, o personagem revolta-se contra os demônios, passando a enfrentar criaturas sobrenaturais e a máfia.

## Desenvolvimento
Inicialmente, a arte da revista era feita pelo próprio McFarlane, que depois passou o lápis para Greg Capullo, passando a fazer apenas a arte-final. Anos depois, o traço ficou sob a responsabilidade de Angel Medina, período em que Capullo passou a desenhar apenas as capas.
Spawn contou também com participações de roteiristas famosos como Frank Miller (Sin City, 300 de Esparta), Alan Moore (V de Vingança, Watchmen), e Neil Gaiman (Sandman, Morte).
McFarlane também fundou a McFarlane Productions, que fabrica todos os produtos relacionados ao herói, especialmente bonecos e esculturas reconhecidos por seus grandes detalhamentos.

## Enredo

### Começo à Armagedom
Al Simmons era um soldado a serviço do governo norte-americano, que cumpria todo tipo de tarefas perigosas em território doméstico e no exterior. Seguindo ordens de seu superior Jason Wynn, Simmons era escalado principalmente para missões de execução. Tornou-se herói nacional ao salvar o presidente americano de um atentado.
Entretanto, Al Simmons começou a se tornar um incômodo para Wynn a partir do momento que passou a questionar suas missões. Quando tais questionamentos se tornaram intoleráveis, Simmons foi traído e morto durante uma missão.
Por seus crimes e sua vida de assassino executor, Simmons foi enviado ao inferno. No oitavo círculo fez um pacto com o demônio Malebolgia para voltar à Terra e poder ver sua esposa (Al era extremamente apaixonado por sua esposa, Wanda Blake). Todavia, o pacto incluía a obrigação de Al se tornar um Spawn, um soldado do inferno vestindo um traje simbionte à serviço do demônio, que Malebólgia costuma criar com intervalos de 50 anos (pois a criação de tais soldados consome seu poder) para liderar suas forças no Armagedom.
Quando Spawn voltou a Terra, havia se passado 5 anos e Wanda estava casada com o antigo melhor amigo de Al, Terry Fitzgerald. Confuso por sua nova e inesperada existência como Spawn (que incluía uma pele completamente queimada e feições irreconhecíveis), Al sofre ao ver Wanda com seu velho amigo. Pior ainda: tinha com este uma filha chamada Cyan, o que deixou Al ainda mais arrasado, pelo fato de ter sido estéril e portanto não poder ter dado uma filha à Wanda quando era vivo (posteriormente, Wanda teria gêmeos, em uma situação nada natural). Nesse meio tempo, passou a ser atormentado pelo Violador, um demônio mandado para confundi-lo e colocá-lo no caminho do mal.
A partir daí, Spawn passa a viver nos becos de Nova York, numa região conhecida por Cidade dos Ratos. Lá o herói faz amizade com os mendigos que vivem nos becos, entre eles Botas, apaixonado por filmes de faroeste e por suas botas achadas no lixo. Posteriormente, Botas revelar-se-ia um anjo chamado Bellazikkal.
Outro amigo de Spawn foi Cagliostro, um velho sempre envolto de mistério e que sabia muitas coisas sobre o Céu, o Inferno, Malebólgia, etc. Durante muito tempo o passado de Cagliostro foi um mistério, porém seria revelado que Cagliostro é na verdade Caim, filho de Adão, assassino de seu irmão Abel. Por ter sido o primeiro assassino da história, Cagliostro tornou-se o primeiro Spawn, que ainda resiste graças a uma ínfima dose de Necroplasma que ainda lhe resta.
E foi com a ajuda deste 'Spawn aposentado' que Simmons aprendeu a controlar seus poderes infernais, com os quais derrotou a Caçadora de Spawns Ângela pela primeira vez, quando a mesma invadiu os becos para matar Spawn antes que seus poderes se desenvolvessem mais. Ângela trairia o céu e se uniria a Spawn posteriormente.
Além de Ângela, Spawn enfrentaria outros enviados do paraíso, como o Redentor, também conhecido como AntiSpawn. O Redentor tem similaridades evidentes com a cria do Inferno, por exemplo: Ambos são escolhidos entre humanos, recebem doses equivalentes de poder, e assumiram diversas formas durante as eras.
O pior inimigo de Spawn foi provavelmente Mammon, um dos Esquecidos, uma tribo de anjos que não lutou por Deus e nem por Lúcifer quando este se rebelou no Paraíso. Mammon, porém, resolveu se juntar ao inferno, onde iniciou uma escalada de poder gigantesca. Seus planos consistiam em tomar o trono do Céu. Mammon descobriu que Deus não estava mais lá, e pretendia usurpar o trono do Criador e refazer o universo. Mammon então procurou adiantar um evento chamado Armagedom.

### Do apocalipse à heranças malditas
Depois de certo tempo (e muitas lutas), Spawn entra numa mega saga chamada "Armagedom", que serviu, entre outras coisas, para redefinir alguns aspectos do universo do herói. Descobre-se aqui que Kate e Jake, os gêmeos de Wanda, eram na verdade Deus e Satã, transformados em bebês por sua 'mãe' (ambos são irmãos), uma entidade que criou este e outros universos, e os deu a seus filhos para que os moldassem. 'Ela' esperava que, cercados pelo amor de uma família, desistissem de sua luta infindável, que destruiria toda a humanidade.
A "mãe" já se apresentou para a humanidade com diversos aspectos, como: o Senhor dos Milagres, que Ajudou Spawn em sua jornada; Kali, deusa da destruição; o Guardião do mundo verde; e como sua forma mais conhecida: Jesus Cristo.
Então, eventos apocalípticos começam a devastar a terra, como: zumbis, rios de sangue, pragas, etc. No fim, foram liberados os Cavaleiros do Apocalipse, que causaram a morte de quase toda a raça humana. Viria também o Arrebatamento (quando o Céu forma seu exército, ascendendo as pessoas escolhidas para as suas fileiras). O Inferno usa então uma falha geológica e mata um número absurdo de pessoas para ser usado como reforço contra o Céu.
A 'mãe', então, começa a guiar seu escolhido: Al Simmons. Quando Al se transformou no Spawn, 'ela' fundiu a ele as almas de todos que haviam morrido na terra naquele momento (isso explica porque o inferno teve sérias dificuldades em controlá-lo) para torná-lo capaz de impedir o Armagedom. Outra ajuda de Simmons foi Cyan, filha de Terry e Wanda, cujo destino esteve ligado ao Spawn desde seu nascimento (inclusive a garota sempre demonstrou uma 'percepção' quanto ao mundo sobrenatural, e sempre foi atormentada por demônios, como o Violador e Mammon).
Quando Spawn enfrentou os 12 Discípulos no Jardim do Éden (Thiago, o número 12, guardava uma passagem para lá) que haviam sido mandados pelo Paraíso, foi Cyan que lhe disse para poupar Judas. Ele não havia traído Jesus (A 'mãe'), mas teria sido seu único cúmplice, pois entendeu que sem a morte sua mensagem não teria sentido. Judas mata o Spawn, pois os outros discípulos pensavam que era um inimigo de Cristo, sendo uma cria do inferno (aparentemente, nem mesmo todos os Servos do Céu e do inferno sabem da verdade, que Deus e Satã são irmãos e filhos da 'mãe'). A mãe dá ao Spawn o fruto da Árvore da vida, que não só o ressuscita, como lhe dá os poderes de um Deus. Spawn, então, destrói os exércitos do Céu e do Inferno (selando seus portões, para que não interfiram mais na vida humana), isola Deus e Satã numa Terra 'falsa' e reconstrói a Terra tal qual era antes. Depois disso, Spawn renega os poderes de um deus em troca de voltar a vida, como uma pessoa comum.
Então a 'mãe' revela para Al que, quando vivo, batia em Wanda quando muito estressado, pedindo desculpas logo depois. Wanda queria ter filhos, mas Al dizia que o mundo precisava dele, então ela deixou de tomar as pílulas e acabou engravidando. Quando resolveu contar a Al, falou que um dia iria abandonar tudo por ela, porém o momento ainda não tinha chegado e, com um golpe no ventre da mulher, fez ela abortar. Com isso, descobre-se também que Al não era estéril, isso teria sido um pretexto criado por sua mente para superar o trauma de ter matado o próprio filho.
Depois de ter essas memórias restauradas, Al se lembra que havia aceitado o fardo de ser o Spawn não apenas para rever sua amada, mas também para se punir pela morte do próprio filho. Ele entende então que não pode voltar a ser Al Simmons de novo e tem de carregar o fardo do Spawn para sempre.
Mas o mundo não é mais o mesmo. Apesar de Céu e Inferno terem sido trancados, coisas estranhas acontecem, como: sinais de possessão e crimes macabros. O detetive Twich recorre a um velho conhecido chamado Kymera, o senhor das trevas que ganhou seus poderes escuros de um simbionte de outra dimensão e ajuda Spawn a derrotar seus novos inimigos. Quando o inferno se liberta, Spawn e Kymera se unem novamente para matar o diabo e impedir sua vitória, antecipando assim o "apocalipse".

### De novos começos à ressurreições
Depois de Spawn passar por várias provações para ganhar sua rendição eterna e se livrar desta "maldição do Spawn" (depois dos eventos visto em "Armageddon", "New Flesh" e "Neo Noir" - todos publicados pela Pixel Media no Brasil), ele literalmente se mata (ver saga "EndGame", inédita no Brasil) - pois não sobrou mais nada para o que ele pudesse fazer.
Acontece depois disto, ao mesmo tempo, que, em um hospital, uma pessoa (que até o momento ninguém sabe quem ele é, o que estava fazendo todo este tempo lá, quem é sua família, etc) desperta de um coma profundo. Esta pessoa que acorda do coma é na verdade Jim Downing (ver estes acontecimentos em "New Beginnings", inédito no Brasil).
Na verdade, esta pessoa de nome Jim Downing já apareceu antes na história do Spawn. Foi na revista "Spawn #3", quando Simmons recém chegado do Inferno vai até a casa da Wanda revê-la. Quando ela abre a porta, Simmons está com uma aparência de um cara loiro e ele leva um choque ao descobrir que sua ex-esposa está com seu melhor amigo, Terry Fitzgerald.
Alguma coisa aconteceu que, quando Al Simmons se transformou neste "homem loiro", ele realmente conseguiu usar o corpo de uma pessoa que existia, ou seja, ele se transfigurou, no caso, em Jim Downing.
Jim Downing então começa a buscar sobre o seu passado: quem foi o Spawn anterior, o que é a roupa (o simbionte do Spawn chamado de K7-Leetha), de onde vieram seus novos poderes de cura. O novo Spawn tem o poder da cura. A Igreja Católica vai atrás dele achando que é o AntiCristo. Muitas pessoas vão atrás dele. O Palhaço foi um dos primeiros a querer ficar do seu lado, como sempre. Ele diz a Jim que o Malebólgia está vivo e está doido atrás do novo Spawn, pois pela primeira vez, este não é uma cria do inferno, ou seja, Malebólgia e o inferno não têm controle sobre este novo Spawn. Jim está "vivo" usando uma roupa feita para "mortos".
Nos arcos de histórias mais recentes da revista do Spawn, Malebólgia está usando o corpo do Aberração (The Freak) e está atrás da roupa (simbionte) do Spawn para ter poder absoluto. Parece que o Aberração sempre foi a "encarnação" do Malebólgia na Terra.

## Personagens do Inferno
- Satã - Satã é a fonte suprema do mal e rei do inferno. Satã é igual em poder com Deus, embora seja importante notar que na cosmologia única de spawn, Deus não é o ser supremo, isso coloca satã na escala de um demiurgo, que é um ser sobrenatural que é semelhante a uma divindade. Junto de seu adversário, Deus e satã são ambos filhos da mãe da existência, a criadora do universo e de seus mundos, a mãe deu a cada um de seus filhos um mundo para moldar da forma que ambos desejassem, com um ponto de vista diferente, os dois desperdiçaram seus talentos em brigas sem fim, tornando a terra seu playground. Ao longo de milênios, sua briga cresceu em ódio, e no final, eles declararam guerra um contra o outro. Spawn aprisionou Deus e satã em uma terra vazia, sem vida apesar de suas brigas, a mãe da existência resolveu dar-lhes uma segunda chance, ela trouxe de volta os dois, como as crianças humanas chamadas jake e katie fitzgerald, para terem uma apreciação pela humanidade e mudar suas maneiras.
- Mammon
- Violador (Violator) - Primeira Aparição: Spawn #2. Inteiramente devotado ao seu chefe, Malebolgia, o trabalho deste maldito palhaço é transformar os Spawns em máquinas sanguinárias de matar. Sua estratégia tem sido forçar os Spawns a gastar suas energias ao máximo. Muitas vezes essa não é uma tarefa fácil. Tempos atrás, o palhaço andava descontente com seu trabalho, pois achava que estava na hora de ser promovido. Seu maior descontentamento era o fato de Malebolgia usar humanos (os Spawns) como Generais, e não demônios, como ele. O Violador é um dos cinco Irmãos Flebíacos (que aparecem na minissérie Violador), e uma de suas maiores características é seu apetite descontrolado por corações humanos. Na fase clássica de Spawn sua forma humana era um palhaço de cara azul, gordo e baixinho, mas foi transformado num magricela igualmente desprezível depois da saga Armagedom (evento que reformulou a série, teve início na edição comemorativa 150 e terminou na edição 164).
- Malebólgia - é um demônio fictício criado pelo escritor e desenhista Todd McFarlane para ser o criador e principal inimigo de Spawn. Sua primeira aparição foi em Spawn #1. Na ficção, ao conhecer o recém-chegado ao Inferno Al Simmons, Malebólgia vê que ele sente saudades de sua esposa, e então faz um trato com ele: transformá-lo num soldado do Inferno (ato que só pratica de 50 em 50 anos, pois gasta seu poder sobre o necroplasma). Foi estabelecido um pacto entre dois futuros inimigos. Durante muito tempo achou-se que Malebólgia era o verdadeiro Satanás do Universo da Image Comics, porém, em Spawn# 158 se deu a aparição do verdadeiro mestre do Inferno, o qual todos os demônios, inclusive Malebólgia, devem honrar e obedecer. Malebólgia é um ser do Oitavo Círculo do Inferno, que nasceu há aproximadamente 70000 anos. Ele pretende formar um exército de Spawns para o dia do Apocalipse. Ele constantemente entrava em guerra com os outros círculos do Inferno, assim como com o demônio Mammon. Malebólgia foi morto por Spawn em Spawn #100.
- Phlegethonyarre
- Billy Kincaid
- Thamuz
- Hellspawn

## Personagens do Paraíso
- AntiSpawn
- Deus - Deus é o rei do paraíso e criador do universo. Ele possui todos os atributos divinos, como onipotência, onipresença, onibenevolência etc. Deus é o ser mais poderoso do céu, rivalizando com Satanás e sendo superado pelo Homem dos Milagres (também conhecido como a Mãe da Existência). Deus é uma divindade poderosa, mas ele não é totalmente onipotente e nâo foi mostrado como onisciente, já que ele não poderia prever sua derrota contra Spawn. Como Satã, ele parecia ter uma raiva interminável, que foi suficiente para transformar planetas em cinzas e matar Spawn depois que comeu do fruto proibido. Deus é um dos filhos da Mãe da Existência e irmão gêmeo de Satanás, criador da humanidade, com quem ele constantemente brigava ao ponto de declararam guerra um contra o outro. Depois de uma eternidade, a guerra acabou. Então, Spawn aprisionou Deus e Satanás em um canto esquecido do universo. No entanto, apesar de seu ódio sem fim, a Mãe da Existência resolveu dar a eles uma segunda chance. Ela trouxe seus filhos de volta nos corpos de Jake e Katie fitzgerald, a fim de dar-lhes uma apreciação pela humanidade e mudar suas maneiras,
- Ângela - Primeira Aparição: Spawn #9. "Ela realmente não pode ser impedida quando um novo Spawn surge na Terra, acredite. Arrogante, obcecada, mortal e acima de tudo traiçoeira; sua maior ambição é conseguir o emblema dos Spawns para pôr em sua coleção de troféus. De todos os anjos caçadores freelancers, acredito que ela seja uma das que mais têm troféus. Recentemente ela escreveu um manual para caçadores inexperientes, com todos os hábitos dos Spawns, habilidades, características, armas e recomendações. É uma das mais experientes caçadoras que existem, sabe tudo sobre demônios e não aceita a derrota, sendo capaz de usar os truques mais sujos para matá-los a sangue-frio. Geralmente, eles mal têm tempo de pensar no que aconteceu. A algum tempo atrás, uns 800 anos para ser mais exata, Ângela derrotou um Spawn da era medieval. De acordo com ela, foi tudo muito simples. Ela atraiu o Spawn para uma caverna com algumas histórias (ou seja, mentiras) e acabou com ele, já encurralado, terminando com um golpe de sua lança. Para caçar esse último Spawn ela veio ao meu escritório (e eu aproveitei e esfreguei a minha promoção na cara dela) e apresentou uma licença de caça, como é requisitado, mas eu não permiti que ela usasse tocaias desse tipo. Queria que fosse rápido e limpo. E foi... Ela atacou com tudo, de frente, limpo, cara-a-cara. A batalha foi rápida; não demorou para que Ângela acertasse o Spawn com sua lança. Mas ele conseguiu escapar para dentro de sua capa antes que a lança o perfurasse. Quando Ângela foi verificar, foi puxada para dentro também e teve que fugir para não ser estrangulada. Fugiu e abandonou a lança por ali. Depois ficou dizendo que a lança havia se perdido quando voltou. Essa não foi uma desculpa convincente e acabou sendo presa por traição. Foi a minha oportunidade para acabar com ela de vez. Bastaria mentir no julgamento para ela apodrecer numa prisão. Eu só não contava com a possibilidade de o próprio Spawn ir ajudá-la. No final, eu é que acabei perdendo minha posição no Elíseo e fui punida com o cargo de Diretora de Assuntos Terrenos. Ângela percebeu que o Elíseo não era mais seguro para ela e se demitiu, junto com suas amigas Kuan Yin e Anahita. Agora é uma freelancer nômade, pegando empregos onde houver oportunidades. Mas eu ainda vou destruí-la."
- Zera
- The Disciple
- Redentor (The Redeemer)

## Personagens da Terra
- Sam and Twitch - Os detetives Sam e Twitch aparecem logo na primeira revista da série investigando assassinatos que envolvem Spawn, o Violador e outras criaturas infernais. Ao verem um assassino em série de criancinhas (Billy Kincaid) ser solto e considerado curado pelas autoridades, Sam e Twitch se veem de mãos atadas e sentem por não poderem fazer nada com a lei contra ele. Billy, ao sair da prisão, se fantasia de sorveteiro, sequestra e mata uma menina. Spawn toma conhecimento do ocorrido e o mata, deixando o corpo no armário dos agentes. Após isso eles são encarregados de prender Spawn mas ao ficarem cara-a-cara com ele, tornam-se aliados.
- Wanda Blake - Viúva de Al Simmons.
- Terry Fitzgerald - Melhor amigo de Al Simmons (em vida) e atual marido de Wanda.
- Capela (Chapel) - Amigo de Al Simmons e seu primeiro suposto assassino.
- Jason Wynn - Diretor da CIA. Suspeito de ter ordenado o assassinato de Al Simmons
- Jessica Priest
- Chacina (Over-Kill) - Androide construído pela máfia para destruir Spawn.
- Kymera (Lord of Shadows) - Ser humano que entra em um portal de outra dimensão e encontra um simbionte no templo dos lordes sombrios que o "possui" lhe dando poderes da escuridão como energia negra, supressão da alma, transformação, aprisionar as pessoas no seus piores pesadelos, desaparecer nas trevas e semi-indestrutibilidade.

## Outros Personagens
- Cogliostro - Caim, o primeiro assassino. É chamado também por vários outros nomes como Malcus, Merlin e Fausto (Spawn #120).
- Nyx - Bruxa Wiccan que ajuda Al Simons a se reunir com Spawn, na história Despertar de um Sonho Spawn #125 e Estrada para a Salvação Spawn #121.
- Homem dos Milagres (Man of Miracles)
- A Legião (The Legion)

## Mini-séries

### Spawn - O Empalador
Mini série em 3 partes que mostra um Spawn diferente de Al Simmons; este viveu na Idade Média, mas está vivo na época atual e procura pela reencarnação de sua amada. Esta história é cheia de referências ao Drácula, de Bram Stoker.

### Spawn - Feudo de Sangue
Minissérie em 2 edições, roteirizada por Alan Moore.
A história se passa numa época após a fuga do céu mostrado na minissérie Ângela onde um vampiro-caçador de monstro, mata várias pessoas na tentativa de incriminar e chamar a atenção da policia para Spawn. e faz o próprio Al duvidar de seu uniforme simbiontes devido as acusações e apagões que andava tendo devido a época de fertilização de seu traje, e depois de certo tempo, ele mesmo arranca seu traje e o coloca num baú e joga-o dentro de um rio. mais tarde, ele o recupera e descobre que o nome do traje é "Leetha". E depois da aceitação de um pelo outro, ambos se juntam novamente e lutam contra o vampiro!

### Spawn - Violador
Minissérie em 3 edições lançada em 1997.
Após ser punido por Malebólgia por ter falhado com Spawn, o Violador foi preso na Terra em sua forma humana, não podendo mais assumir sua forma original de demônio. E, como ele causou a morte de grandes mafiosos, começa a ser caçado pelo mafioso Antônio
Twistelli (vulgo Tony Twist "O Drácula"), que contrata o assassino chamado Punidor (Admonisher, no Original) para matá-lo. Só que seus problemas não terminam por aí, seus irmãos infernais, Os Irmão Flebíacos: Vacilador, Vaporizador, Vindicador e Vandalizado, querem matá-lo por desonrar o nome da família. Enquanto seus irmãos enfrentam o Punidor, Violador busca a ajuda de Spawn, que lhe traz a proposta de receber os poderes de Spawn em troca de destruir os seus irmãos, e depois devolvê-los. Spawn lhe cede seus poderes, e ele vai atrás de seus irmãos derrotando Vandalizador, e disfarçando um capanga de Twist como ele, enganando seus irmãos que achando ter lhe capturado voltam para o
inferno.

### Spawn - Series
Spawn já lutou contra Batman e ambos tiveram que salvar a terra.

### Spawn - Curse Of Spawn
O inferno está mais poderoso; Malebólgia e o exercito está imbatível e só um herói pode vencer tudo: Spawn

### Ângela
A bela mortífera de 100 mil anos de idade. Ângela é uma caçadora, um dos poucos anjos que tem a permissão de caçar Spawns.
Spawn – A Caçada ao Poderoso Chefão
- Publicado em: maio de 2000
- Editora: Abril
- Licenciador: Image Comics

Aventura estrelada pelo mafioso, que é uma verdadeira pedra no sapato de Spawn, Tony Twist. Após “quebrar” um brinquedinho da máfia romana Tony Twist vê-se cercado de inimigos e sabe que só poderá contar consigo mesmo para livrar-se dessa para isso ele vai deixar a “etiqueta” de lado e por a mão na massa e ir atrás dos seus novos inimigos.
Spawn - Armagedom
- Publicado em: outubro de 2007
- Editora: Pixel Media
- Licenciador: Image Comics

Spawn Godslayer
Publicada originalmente em Spawn Godslayer/2006 - Image Comics
A trama se passa em um mundo onde não existe céu e inferno, onde miríades de deuses, grandes ou pequenos, comandam os reinos dos homens. Mas surge um guerreiro desconhecido, mandado para matar os deuses, um por um.
Spawn Medieval e Witchblade
- Publicado em: outubro de 2013
- Equipe responsável: GibiHQ
- Editora: Archie Comics

Nos tempos atuais, um homem conversa com uma cabeça, presa dentro de uma caixa. Voltando no passado, somos apresentados a Lorde Cardinale, um vilão que possui o poder das trevas (o mesmo do personagem Darkness) e que tem um reino a seus pés. Ele fica conhecendo Matthew Royale, um estudante de magia, que sugere ao tirano atacar Faerie, o reino das fadas, em busca de seus tesouros. Cardinale gosta da ideia, e Faerie é ferozmente atacada, com os demônios massacrando os elfos e demais habitantes sem dó. Em sua defesa, surge o Spawn Medieval. Enquanto isso, uma bela garota de nome Katarina encontra a arma conhecida como Witchblade e, junto com seu fanfarrão amigo Stalker, junta-se ao Spawn Medieval, cada qual com suas motivações, para defender Faerie.

## Adaptações

### Cinema
- Spawn (New Line Cinema)

### Animações
- Spawn - O Soldado do Inferno (HBO)

### Jogos
- Spawn (Super NES)
- Spawn - The Eternal (PlayStation)
- Spawn - In the Demon's Hand (Sega Dreamcast)
- Spawn - Armageddon (PlayStation 2, Nintendo GameCube, Xbox)

Spawn também aparece na versão de Xbox de Soul Calibur II, e no relançamento de 2013 para Xbox 360 e PlayStation 3.
Spawn também aparece em Mortal Kombat 11 como DLC.
Uma skin de Spawn está disponível para o operador de Call of Duty: Modern Warfare II, e voltou em Call of Duty: Modern Warfare III e Call of Duty: Warzone 2.0.